# Манчо Стойков
Манчо Стойков е български революционер, дойрански войвода, терорист на Вътрешната македоно-одринска революционна организация.

## Биография
Стойков е роден в Дойран, в Османската империя, днес в Северна Македония. Член е на Революционното братство в Солун. След вливането на Братството във ВМОРО става войвода в Дойранско през лятото на 1900 година. Умира същата година в Дойранско.